# Linter (computação)
Em ciência da computação, um lint ou linter é uma ferramenta de análise estática usada para encontrar erros de programação, bugs, erros de estilo, ou builds suspeitas. A etimologia do termo está associada a uma utilidade do sistema operacional Unix que examinava programas escritos na linguagem de programação C.
Linters são particularmente úteis em linguagens com sistema de tipos dinâmico, como JavaScript e Python, uma vez que os compiladores de tais linguagens, quando presentes, não realizam verificações estritas, dada a natureza dinâmica do sistema de tipos.